# Ďurková (przystanek kolejowy)
Ďurková – stacja kolejowa w miejscowości Ďurková, w powiecie Lubowla w kraju preszowskim, na Słowacji.
Na przystanku znajduje się budynek stacyjny (obecnie zamknięty, w dobrym stanie). Brak wiat przystankowych.